# Rue Jacquemont
La rue Jacquemont, anciennement rue de Chartres, est une voie située dans le quartier des Épinettes du 17e arrondissement de Paris, en France. 

## Situation et accès
La rue Jacquemont est desservie par la ligne 13 à la station La Fourche.

## Origine du nom
Elle porte le nom du botaniste et voyageur français Venceslas Victor Jacquemont (1801-1832).

## Historique
Lors de son ouverture au début du XIXe siècle la voie, alors sur la commune de Clichy, est appelée « rue de Chartres ». Elle ne doit pas être confondue avec l'actuelle rue de Chartres, située dans le 18e arrondissement, et l'ancienne rue de Chartres, située dans le 19e arrondissement, renommée « rue de la Meurthe » en 1869.
Elle fait ensuite partie de la commune des Batignolles-Monceau jusqu'au rattachement de cette dernière à Paris par la loi du 16 juin 1859 puis elle est classée dans la voirie parisienne par décret du 23 mai 1863. 
Afin d'éviter la confusion avec d'autres rues portant le même nom à cette époque, elle est renommée « rue Jacquemont » par décret du 11 septembre 1869.

## Bâtiments remarquables et lieux de mémoire
- La rue donne accès à la villa Jacquemont.
- No 13 : ici demeurait en 1885, l'artiste peintre oranais Achille Cesbron (1849-1913)[3].Rejoint en 1895 par son beau frère Victor Megnen peintre verrier, auteur de nombreux vitraux signés Megnen-Cesbron, qui ouvrira une succursale à Brooklyn.